# コルツォヴォ国際空港
コルツォヴォ国際空港(ロシア語: Аэропорт Кольцово、英語: Koltsovo Airport)はロシアのスヴェルドロフスク州エカテリンブルクにある国際空港。ウラル航空とアヴィアコン・ツィタトランスがハブ空港としている。

## 歴史
コルツォヴォ国際空港は1928年に軍用空港として開港し、1943年7月10日に民間空港となった。1993年からは国際空港としての地位を得ている。
2005年にはロシア国内で5番目に大きい空港となり、国際空港評議会に加盟した。2005年12月に新しい国際線ターミナル、2007年10月に新しい国内線ターミナルがそれぞれ供用され、ロジスティクス・センターや貨物ターミナルも建設された。また2009年からは3本目の滑走路と管制塔が新設され、それまで使用されていたボーイング737、エアバスA320、エアバスA330に加えてボーイング747やエアバスA380といった大型機の離着陸も行えるようになった。
2018年の旅客数は595万人だった。

## 就航航空会社と就航都市

### 国内線
| 航空会社                   | 就航地 |
| -------------------------- | --- |
| ウラル航空                 | モスクワ (ドモジェドヴォ)、サンクトペテルブルク、カザン、クラスノヤルスク、イルクーツク、チタ、ウラジオストク、ハバロフスク、ブラゴヴェシチェンスク、カリーニングラード、ソチ、ミネラーリヌィエ・ヴォードィ |
| アエロフロート・ロシア航空 | モスクワ (シェレメーチエヴォ)、ソチ |
| S7航空                     | ノヴォシビルスク、イルクーツク |
| ロシア航空                 | サンクトペテルブルク、クラスノヤルスク |
| ポベーダ                   | モスクワ (シェレメーチエヴォ)、モスクワ (ヴヌーコヴォ)、サンクトペテルブルク、ソチ |
| スマータヴィア             | モスクワ (シェレメーチエヴォ)、サンクトペテルブルク |
| ノルドスター航空           | ノリリスク、ヴォルゴグラード |
| ノードウィンド航空         | ソチ |
| UTエアー                   | チュメニ、サマーラ、ウファ、ハンティ・マンシースク、スルグト、ニジネヴァルトフスク、ベロヤルスク、ニャガン、ウライ                                                                                          |
| UVTアエロ                  | トボリスク |
| ヤクーツク航空             | ヤクーツク、サンクトペテルブルク |
| ヤマル航空                 | ノーヴィ・ウレンゴイ、ノヤブリスク、サレハルド、ナディム |
| アジムート                 | ミネラーリヌィエ・ヴォードィ、マグニトゴルスク |
| セヴェルスターリ航空       | チェレポヴェツ、ペトロザボーツク |
| イジャヴィア               | イジェフスク |
| ルスライン                 | トムスク、ニジネヴァルトフスク、ナリヤン・マル、スィクティフカル、ソヴェツキー |
| レッドウィングス航空       | バルナウル、カザン、ケメロヴォ、マハチカラ、ニジニ・ノブゴロド、ノーヴィ・ウレンゴイ、オムスク、オレンブルク、トムスク、サマーラ、サラトフ、ノヴォクズネツク、スタヴロポリ、ウラジカフカス                  |

### 国際線
| 航空会社                           | 就航地 |
| ---------------------------------- | --- |
| ウラル航空                         | ビシュケク、オシ、ドゥシャンベ、ホジェンド、ドバイ/アール・マクトゥーム、北京/大興                                         |
| アエロフロート・ロシア航空         | エレバン、イスタンブール、ゴア、バンコク/スワンナプーム、プーケット、三亜、ニャチャン(2025年9月29日より運航開始予定)       |
| イル・アエロ                       | バクー |
| レッドウィングス航空               | アスタナ、アルマトイ、タシュケント、ブハラ、サマルカンド、バクー、トビリシ、クタイシ、エレバン、イスタンブール、アンタルヤ |
| ベラヴィア                         | ミンスク |
| SCAT航空                           | タラズ |
| カザク・エア                       | アスタナ |
| ウズベキスタン航空                 | タシュケント、ナマンガン                                                                                                   |
| アヴィア・トラフィック・カンパニー | オシ |
| サモンエア                         | ドゥシャンベ |
| アゼルバイジャン航空               | バクー |
| エア・アラビア                     | シャールジャ、ラアス・アル＝ハイマ(2025年10月27日より運航開始予定)、アブダビ(2025年10月27日より運航再開予定)               |
| フライドバイ                       | ドバイ |
| エア・カイロ                       | フルガダ、シャルム・エル・シェイク                                                                                         |
| サウスウィンド航空                 | アンタルヤ |